# 程夫人
武陽君（1010年—1057年），程氏，四川眉山人，宋大理寺丞程文應的女兒。蘇洵的妻子，蘇軾、蘇轍的母親，18歲嫁入蘇家，嘉祐二年四月癸丑去世，後蘇軾進入朝廷，程夫人被追封為武陽縣君，司馬光為她撰寫墓志銘。
1. ↑  《故霸州文安縣主簿蘇君墓誌銘》
2. ↑  司馬光《蘇主簿夫人墓誌銘》